# 阿碩特一世
阿碩特一世（Ashot I，亞美尼亞文：Աշոտ Ա）是一位中世紀的亞美尼亞國王，885年至890年在位。他是巴格拉圖尼王朝亞美尼亞的建立者。

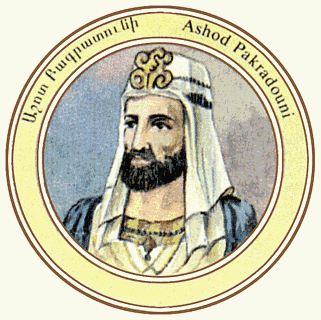
阿碩特一世

阿碩特一世是巴格拉圖尼王朝的成員，他在863年受阿拔斯王朝哈里發穆斯塔因承認為“亞美尼亞共主”。當時原本統治亞美尼亞的阿拔斯王朝正忙於和拜占庭帝國的戰事，阿碩特一世利用此機會控制住亞美尼亞，885年正式稱王。他在890年去世，將王位傳給兒子斯姆巴特一世。
1. ↑  Federal Research Division. . Kessinger Publishing. 2004. ISBN 1-4191-0751-8.